# ريان قاي
ريان قاي (بالإنجليزية: Ryan Guy)‏ (5 سبتمبر 1985 كارلسباد الولايات المتحدة - ) هو لاعب كرة قدم أمريكي.

## وصلات خارجية
ريان قاي على موقع الدوري الأمريكي (الإنجليزية)
- ريان قاي على موقع قاعدة بيانات كرة القدم.إي يو (الإنجليزية)
- ريان قاي على موقع ناشيونال فوتبول تيمز (الإنجليزية)
- ريان قاي على موقع Soccerway.com (الإنجليزية)
- ريان قاي على موقع عالم كرة القدم.نت (الإنجليزية)